# Jüri Tarmak
Jüri Tarmak (Tallinn, 21 de julho de 1946 – 22 de junho de 2022) foi um atleta soviético nascido na então república soviética da Estônia, especialista no salto em altura.

## Carreira
Estudante da Universidade Estatal de Leningrado que treinava no Dynamo de Leningrado, começou no atletismo em 1963 e passou a integrar a equipe de atletismo da URSS em 1970. Foi medalha de prata no Campeonato Europeu de Atletismo Indoor de 1971, em Sófia, e de bronze no Campeonato Europeu de Atletismo Indoor de 1972, em Grenoble, na França.
Competiu pela URSS nos Jogos Olímpicos de Munique, em 1972, onde conquistou a medalha de ouro com a marca de 2,23 m. Foi condecorado com a Ordem da Insígnia de Honra pelo governo soviético.
Tarmak morreu em 22 de junho de 2022, aos 75 anos de idade.